# Witaj, smutku (film 1958)
Witaj, smutku (fr. Bonjour tristesse) – amerykańsko-brytyjski dramat filmowy z 1958 w reżyserii Ottona Premingera. Adaptacja powieści Françoise Sagan pod tym samym tytułem.

## Obsada
- Deborah Kerr jako Anne Larsen
- Jean Seberg jako Cécile
- David Niven jako Raymond, ojciec Cécile
- Mylène Demongeot jako Elsa
- Geoffrey Horne jako Philippe
- Martita Hunt jako matka Philippe’a
- Juliette Gréco jako ona sama
- Roland Culver jako pan Lombard
- Jean Kent jako Helen Lombard
- Walter Chiari jako Pablo
- David Oxley jako Jacques
- Elga Andersen jako Denise
- Jeremy Burnham jako Hubert
- Tutte Lemkow jako Pierre Schube